# Stepanovia
Stepanovia is een geslacht van vliesvleugeligen uit de familie Eulophidae. De wetenschappelijke naam van dit geslacht is voor het eerst geldig gepubliceerd in 2004 door Kostjukov.

## Soorten
Het geslacht Stepanovia omvat de volgende soorten:
- Stepanovia aspectabilis (Kostjukov, 1995)
- Stepanovia aurantiaca (Ratzeburg, 1852)
- Stepanovia avetjanae (Kostjukov, 1978)
- Stepanovia eurytomae (Nees, 1834)
- Stepanovia kubanica Kostjukov, 2009